# Mario Fromenteze
Mario Fromenteze (Buenos Aires, Argentina; 20 de julio de 1944 - Ibídem; 14 de julio de 2016) fue un actor de cine, teatro y televisión argentino.

## Carrera
Actor  de reparto de una gran versatilidad y con más de cuatro décadas de trayectoria artística, se destacó en cine en películas como Las muñecas que hacen ¡Pum!  de Gerardo Sofovich, La búsqueda de Juan Carlos Desanzo, Perros de la noche de Teo Kofman, La Clínica del Dr. Cureta, de Alberto Fischerman, junto con Gianni Lunadei y Extermineitors III, la gran pelea final con Guillermo Francella, entre otros.
También participó en decenas de unitarios y ficciones, y en varias obras teatrales de la mano de eximios directores del país. En la pantalla chica también hizo publicidades de famosas marcas.
Fromenteze falleció a los 71 años el 14 de julio de 2016 tras una larga dolencia. Sus restos descansan en el panteón de la Asociación Argentina de Actores del Cementerio de la Chacarita.

## Filmografía
- 1991: Extermineitors III, la gran pelea final.
- 1989: La amiga
- 1987: La Clínica del Dr. Cureta.
- 1986: Perros de la noche.
- 1985: La búsqueda.
- 1980: Sentimental (requiem para un amigo).
- 1979: Las muñecas que hacen ¡Pum!.

## Televisión
- 2008: Todos contra Juan.
- 2005: Conflictos en red.
- 2004: Culpable de este amor.
- 2004: Floricienta.
- 2003: Los simuladores.
- 2002: Tiempo Final (ep. Día Perverso y Dueño vende).
- 1991: Celeste
- 1987: El laucha Benítez cantaba boleros.

## Teatro
- Trinidad Guevara, así en la vida como en el teatro, bajo la dirección de Cristina Lastra
- 2007: Un enemigo del pueblo dirigida por Sergio Renán en el Teatro General San Martín.
- 2005/2006: Hoy bailongo hoy dirigida por Susana Nova.
- 1997: Un guapo del 900 dirigida por Juan Carlos Gené.
- 1985: El sillico de alivio o El retrete real bajo la dirección de Lorenzo Quinteros
- 1983:  Pasión y muerte de Silverio Leguizamón dirigida por José María Paolantonio[3]
- 1979/1982: Gotan, con Cristina Monros, Ana Pérez del Cerro y Rubén Santagada. Con autoría y dirección de Julio Tahier.